# Qızılburun
Qızılburun è un comune dell'Azerbaigian situato nel distretto di Hacıqabul. Conta una popolazione di 1 034 abitanti.